# Черчил тенк
Пешадијски тенк Мк IV (А22) Черчил био је британски тешки тенк из Другог светског рата. 

### Развој
Након пада Француске у јуну 1940. готово сви пешадијски тенкови Велике Британије били су остављени у Француској. У трци за поновно наоружање због претеће немачке инвазије, 500 нових пешадијских тенкова А22 (касније названих Черчил) хитно је наручено од фирме Vauxhall на основу планова, без претходног тестирања прототипова, и испорука је почела у јуну 1941. С обзиром на одсуство прототипова, прве серије биле су страховито непоуздане. Током следећих годину дана спроведено је масовно побољшавање и усавршавање и до ступања у акцију у Тунису 1942. еволуирао је у ефикасну и поуздану машину. Показали су се нарочито кориним на стрмом терену. Иако тежи од Шермана, шире гусенице давале су им мањи притисак, што им је омогућило пролаз на меком земљишту, на коме би се М4 заглибио, док им је диференцијални управљач омогућио оштро скретање, што амерички тенкови тог времена нису могли. Заправо, Черчил је био тако успешан, да су планови да се производња обустави 1943. одложени до септембра 1945.